# Bulbophyllum racemosum
Bulbophyllum racemosum är en orkidéart som beskrevs av Robert Allen Rolfe. Bulbophyllum racemosum ingår i släktet Bulbophyllum och familjen orkidéer. Inga underarter finns listade i Catalogue of Life.